# Fiat Fiorino

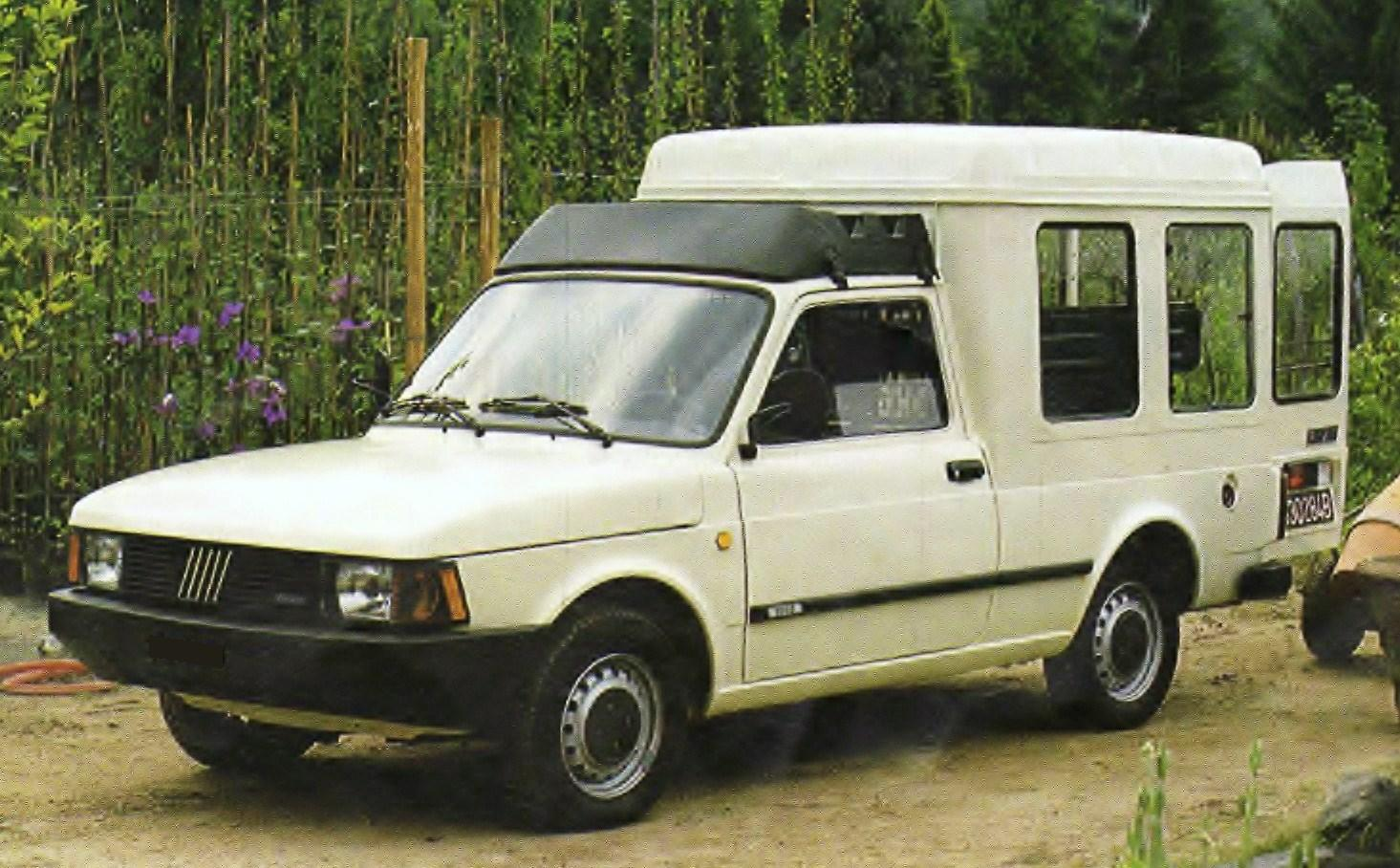
Fiat Fiorino Panorama (1983)

De Fiat Fiorino is een bestelwagen van de autofabrikant FIAT. De eerste twee generaties zijn bestelwagenversies van andere kleine modellen, zoals de Fiat 127 en Fiat Uno, terwijl de huidige derde generatie samen met PSA Peugeot Citroën is ontwikkeld. De naam komt van de Italiaanse florijn, een oude Italiaanse munt.

## Eerste generatie (1977–1988)
Oorspronkelijk heette de eerste versie Fiat 127 Fiorino en was in feite een tweede serie Fiat 127 met de achterkant van een busje, dat wil zeggen een kubusontwerp, een concept dat werd toegepast door verschillende Europese autofabrikanten. Het platform is een verlengde versie van de Braziliaanse Fiat 147 met een aangepaste achterwielophanging. Hij werd gelanceerd in november 1977, in de versies bestelwagen en Panorama (passagiersversie). In 1980 werd de Fiorino in Brazilië uitgebracht in bestelwagenversie, passagiersversie en pick-up.
De Fiorino werd van 1977 tot 1981 geproduceerd in de Mirafiori–fabriek in Italië, naast de Fiat 127. In 1980 startte Fiat met de productie in de fabriek van Minas Gerais in Brazilië, waar de Fiat 147 en de daaraan verwante 127 Panorama werden vervaardigd. In 1981 werd de Europese productie verplaatst van Mirafiori naar Minas Gerais.
In 1981 introduceerde Fiat een facelift met een nieuwe voorkant, vergelijkbaar met de Fiat 147 en de 127 Panorama. Tegelijkertijd liet Fiat de naam 127 in Europa vallen en noemde de auto voortaan Fiorino.
Een volgende facelift werd in 1983 uitgebracht, met de nieuwe grille van de Zuid-Amerikaanse Fiat 127 Unificata.
Nadat de Braziliaanse productie in 1988 was stopgezet, werd de assemblagelijn van de Fiorino overgebracht naar Argentinië en werd deze door Sevel Argentina geproduceerd en op de lokale markt verkocht. Tussen 1989 en 1995 zijn 25.035 eenheden van de eerste generatie gebouwd in de fabriek in Córdoba tussen 1989 en 1995.

### Spaanse versie

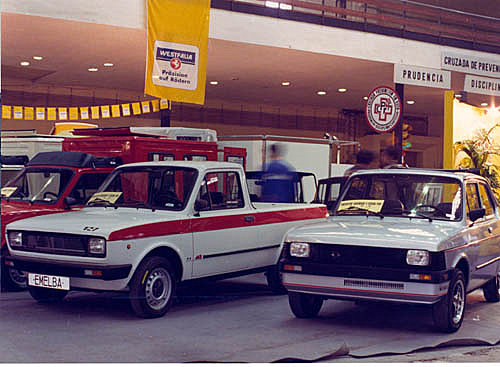
Emelba 127 Poker pick-up

In Spanje werd vanaf 1980 een op de Seat 127 (een Spaanse versie van de Italiaanse 127, gebouwd door Seat onder Fiat-licentie) gebaseerde bedrijfswagen geproduceerd door carrosseriebouwer Emelba onder de naam Emelba 127 Poker. De 127 Poker had een vergelijkbaar kubusontwerp als de Fiorino, maar andere achterdeuren, achterlichten en een andere achterwielophanging.
De 127 Poker was ontworpen door de Elba designstudio en was beschikbaar als een bestelwagen, passagiersversie en pick-up met de 903 cc Fiat-benzinemotor, en werd in Spanje verkocht door de Seat-dealers.
De productie eindigde in 1986 toen hij werd vervangen door de Seat Terra. De Spaanse 127 Poker werd gebouwd in de hoofdvestiging van carrosseriebouwer Emelba, gevestigd in Gerona, Catalonië.

## Tweede generatie (1988–2000)
In 1988 werd een modernere versie uitgebracht, gebaseerd op de Braziliaanse Fiat Duna. De tweede generatie Fiorino is ook gemaakt als Panorama (passagiersversie) en pick-up. Deze Fiorino werd op de Europese markt verkocht tot het einde van 2000, in totaal meer dan 250.000 stuks. In Europa was het daarmee een groot succes, vooral als de bestelwagenversie.
In 1994 werd een nieuwe versie op basis van de Fiat Mille (een goedkope versie van de oude Europese Uno) in Zuid-Amerika geïntroduceerd. Deze versie, geassembleerd in de fabriek van Minas Gerais, bleef tot eind 2013 te koop in Brazilië, Paraguay, Argentinië en Chili.
De productie van de tweede generatie Fiorino in Brazilië werd in december 2013 beëindigd, toen de nieuwe generatie werd onthuld op basis van het platform van de nieuwe Braziliaanse Fiat Uno (ook wel "Novo Uno", Type 327). De Fiorino was marktleider in zijn segment gedurende drieëntwintig opeenvolgende jaren.

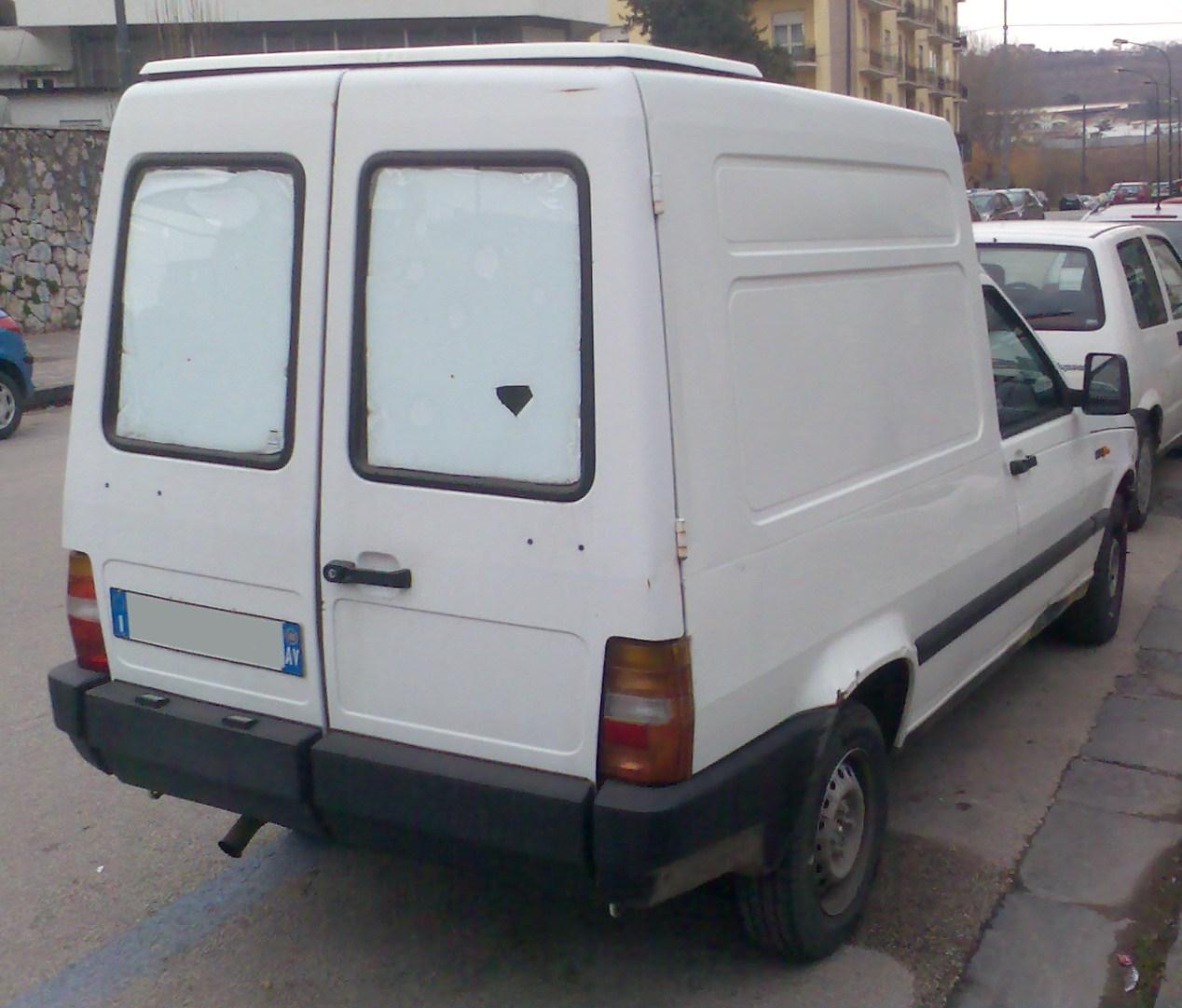
Fiat Fiorino (2000)
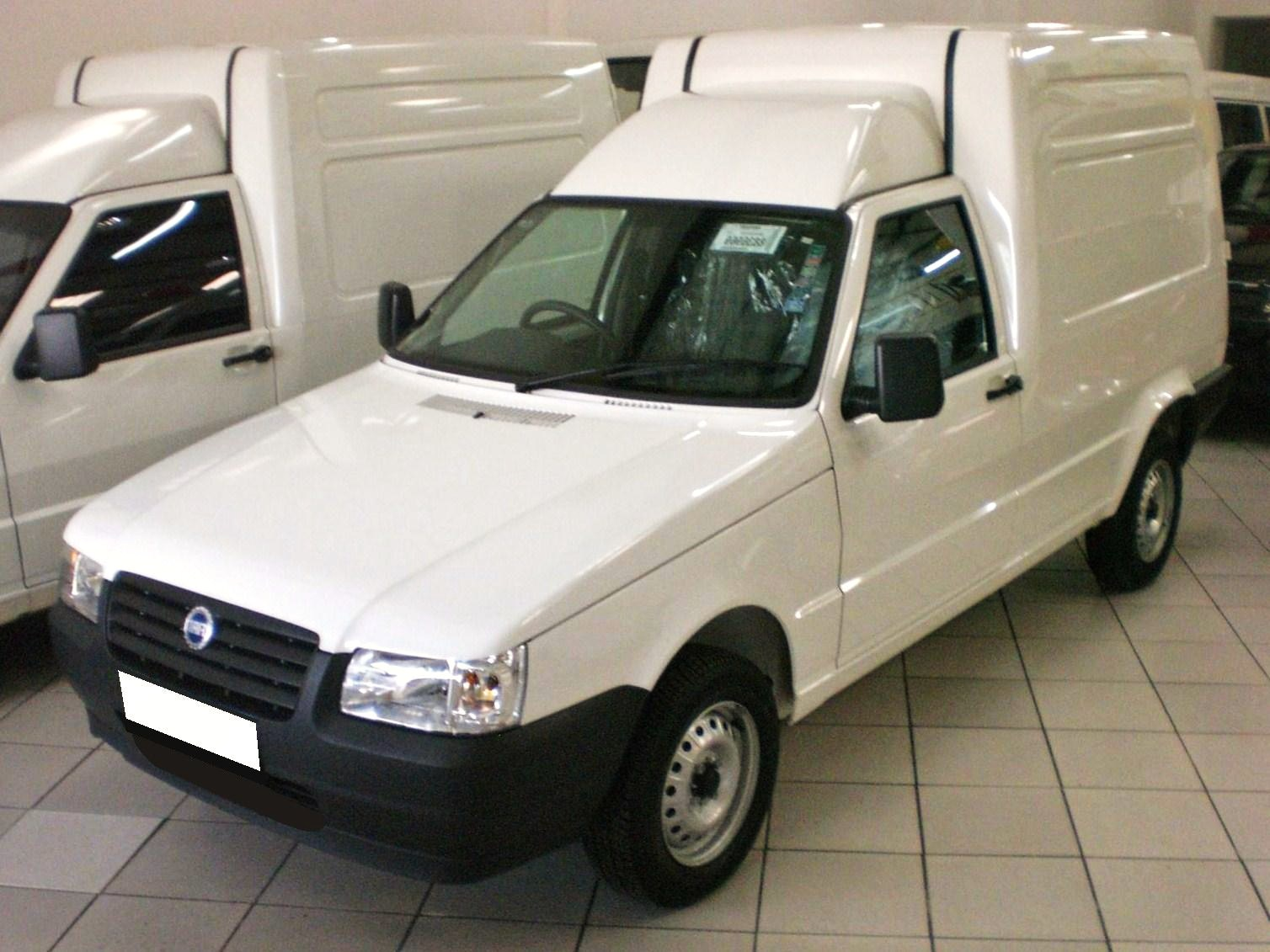
Fiat Fiorino, Braziliaanse versie (2008)

## Derde generatie (2007–heden)

### Europa (2007–heden)
Het huidige model, de derde generatie, is in 2007 geïntroduceerd. De auto is ontwikkeld in een samenwerking tussen PSA Peugeot Citroën, FIAT en Tofaş. De Fiorino wordt, naast de soortgelijke modellen Peugeot Bipper en Citroën Nemo, geassembleerd door Tofaş in Turkije. De auto maakt gebruik van hetzelfde platform als de Fiat Grande Punto. Fiat verkoopt ook een passagiersmodel als de Fiat Qubo, de naam Fiorino wordt gebruikt voor de bestelwagenmodellen.

### Brazilië (2013–heden)

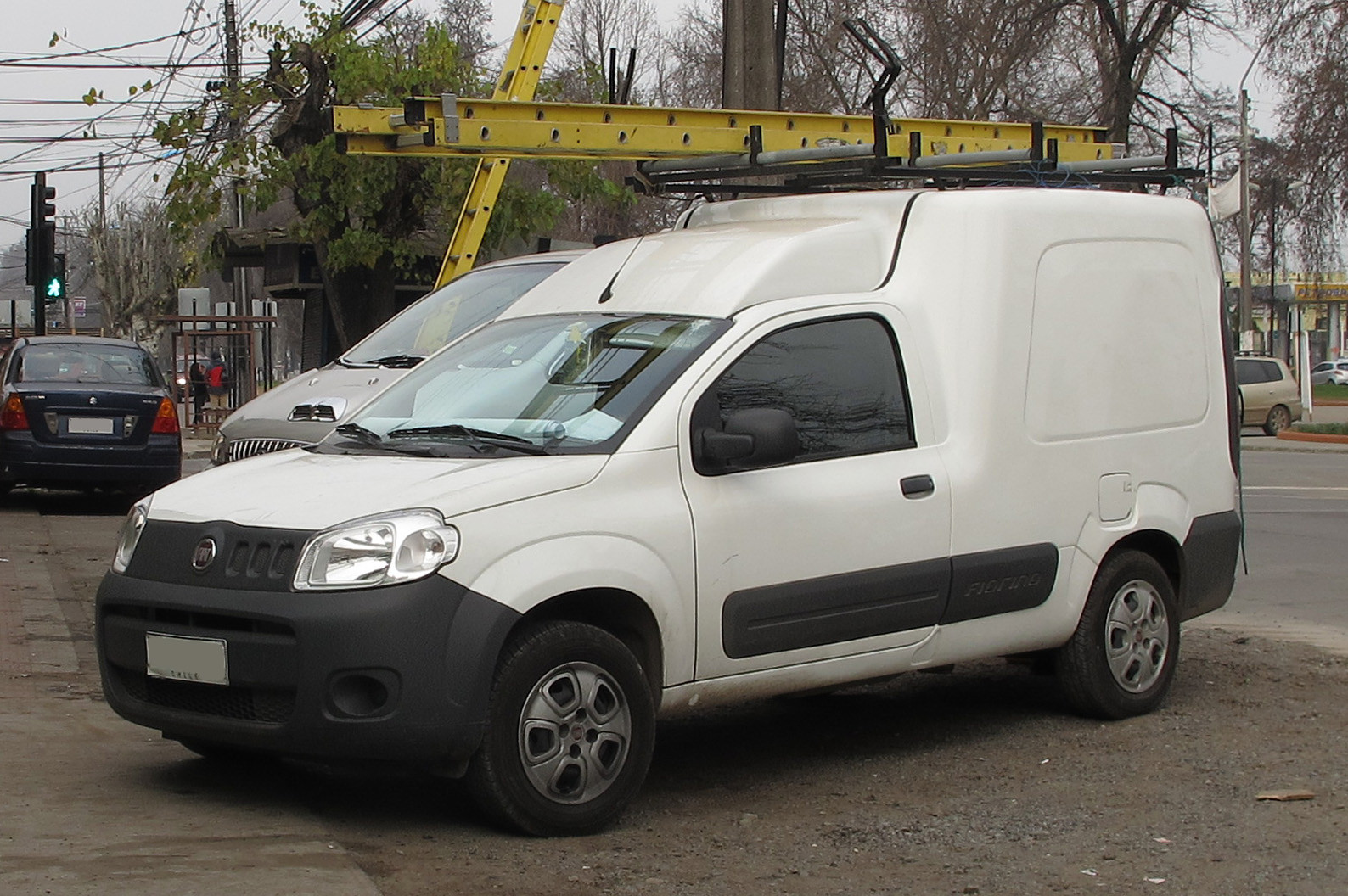
Fiat Fiorino, Braziliaanse versie (2014)

In 2013 werd een nieuwe versie van de Fiat Fiorino-bestelwagen geïntroduceerd in Brazilië, anders dan de Europese versie. Hij vervangt in Brazilië en andere Latijns-Amerikaanse landen de tweede generatie Fiorino, geproduceerd in Brazilië tussen 1994 en 2013.
De nieuwe Braziliaanse Fiorino is ontwikkeld op basis van de in Brazilië gebouwde Fiat Novo Uno, een geheel nieuw model gelanceerd in 2010.
De wagen wordt in Mexico door Ram Trucks op de markt gebracht als de Ram ProMaster Rapid.
Huidige modellen: 
124 Spider ·
500 ·
500e ·
500L ·
500X ·
600 ·
Aegea ·
Argo ·
Cronos · 
Doblò · 
Ducato ·
Fiorino ·
Fullback ·
Linea ·
Palio · 
Panda · 
Punto · 
Qubo ·
Scudo · 
Siena ·
Strada ·
Tipo · 
Ulysse
Historische modellen na de Tweede Wereldoorlog: 
124 · 
125 · 
126 · 
127 · 
128 · 
130 · 
131 · 
132 · 
133 · 
147 · 
148 · 
242 ·
500 ·
600 · 
600 Multipla · 
850 · 
1100 · 
1200 · 
1300/1500 · 
1400/1900 · 
1800/2100 · 
2300 · 
Albea ·
Argenta · 
Barchetta · 
Bianchina ·
Bravo · 
Brío · 
Campagnola · 
Cinquecento · 
Coupé · 
Croma · 
Dino · 
Duna · 
Elba ·
Fiorino ·
Freemont ·
Grande Punto ·
Idea ·
Marea · 
Marengo · 
Mod 5 · 
Multipla · 
Oggi · 
Panorama · 
Penny · 
Prêmio · 
Regata · 
Ritmo · 
Sedici ·
Seicento · 
Spazio · 
Stilo ·
Talento · 
Tempra · 
Tipo · 
Turbina · 
Uno · 
Vivace · 
X1/9
Historische modellen voor de Tweede Wereldoorlog: 
1 · 
1T · 
10 HP · 
12 HP · 
24 HP · 
2B Torpedo · 
4 HP · 
501 · 
502 · 
503 · 
505/507 · 
508 · 
509 · 
510/512 · 
514 · 
515 · 
518 · 
519 · 
520 · 
521 · 
522 · 
524 · 
525 · 
527 · 
60 HP · 
70 · 
801 · 
1100 · 
1500 · 
2800 · 
Brevetti · 
Laundolet · 
Modello O · 
Tipo 2 · 
Tipo Torpedo · 
Topolino · 
Zero